# Industriebahn Halle-Queis

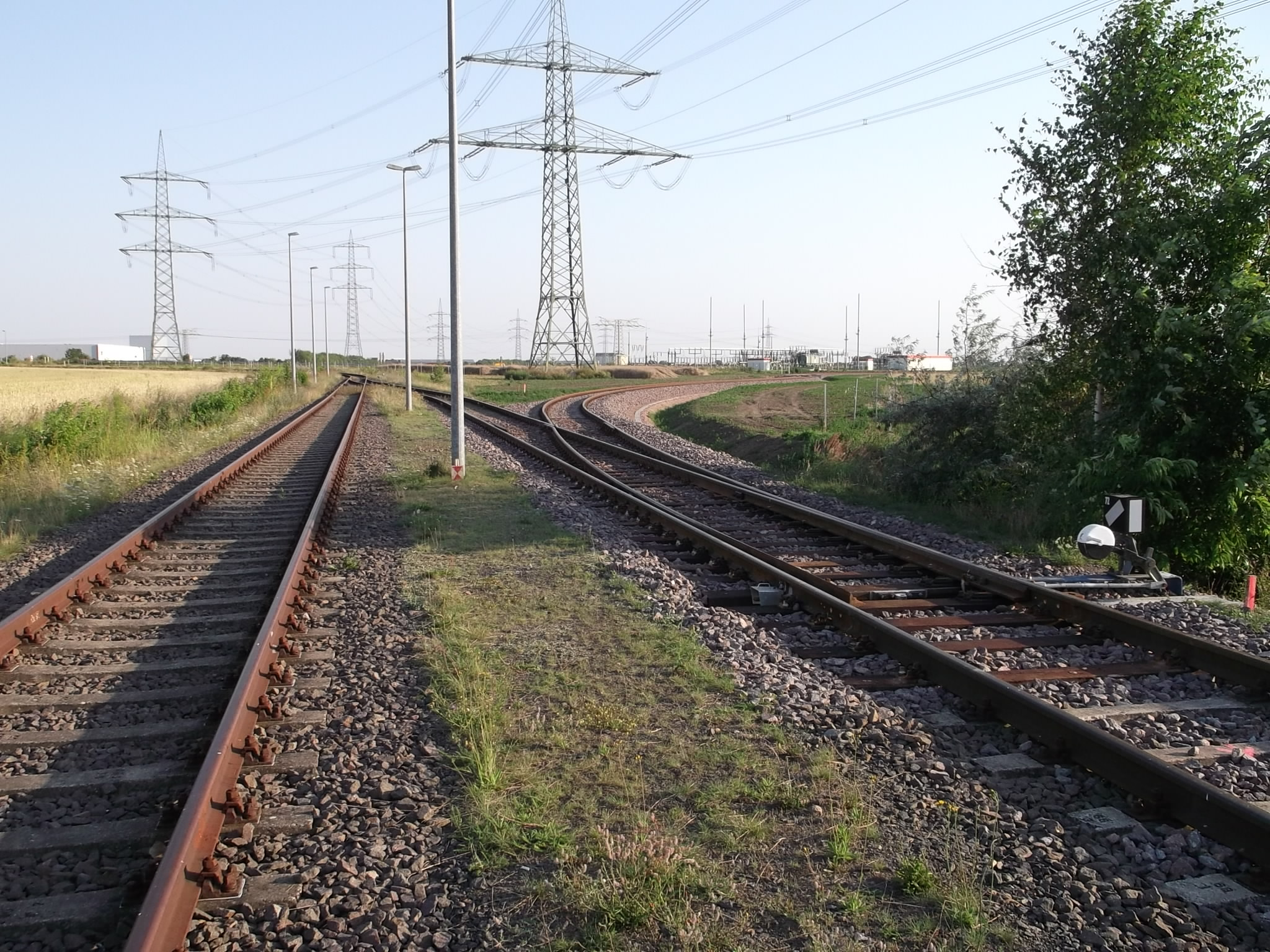
Industriebahn Halle-Queis – Südbereich der Umfahranlage

Die Industriebahn Halle-Queis (IBHQ) ist eine öffentliche nichtbundeseigene normalspurige Eisenbahninfrastrukturanlage der Stadt Landsberg im Saalekreis zur eisenbahntechnischen Erschließung des Industriegebietes Halle-Queis (IGHQ) sowie des Industriegebietes Halle-Saalkreis an der A14 (IGHS) für den Gütertransport.
Die Industrieanschlussbahn ist an der Hauptstrecke Halle–Guben/Żary zwischen der Abzweigstelle Peißen und dem Bahnhof Reußen in Kilometer 7,860 an das Streckennetz der Deutschen Bahn als Ausweichanschlussstelle (Awanst) angeschlossen und nur wenige Kilometer vom Güterbahnhof für den mitteldeutschen Raum Halle (Saale) entfernt. Die Anschlussbahn ist in Form zweier Stammgleise angelegt und wird bahnverwaltungstechnisch als im Bahnnetzregionalbezirk Halle gelegenes Queiser Industriestammgleis (LQIS) geführt. Für die Industriebahn Halle-Queis gilt die Bau- und Betriebsordnung für Anschlussbahnen in Sachsen-Anhalt.

## Entstehung
Die Industriebahn Halle-Queis erschließt seit Ende 1996 das zur gleichen Zeit entstandene Industriegebiet Halle-Queis der damaligen, zur Verwaltungsgemeinschaft Kabelske-Tal gehörenden Gemeinde Queis in unmittelbarer Nachbarschaft zum vorhandenen Gewerbegebiet Dölbau-Queis an der Geltestraße mit einem normalspurigen Industriestammgleis. Heute gehört die ehemalige Gemeinde Queis zur die Industriebahn betreibenden Stadt Landsberg. Seit 2012 ist auch das multikommunale Industriegebiet Halle-Saalkreis an der A14 – von der Stadtwirtschaftsförderung Halle (Saale) vermarktungstechnisch als Star Park Halle bezeichnet – durch die IBHQ angebunden.

## Gleisanlagen

### Stammgleisverlauf
| Spurweite: | 1435 mm (Normalspur)      |       |  |       |                                 |                         |
| Streckenklasse: | CM4                       |       |  |       |                                 |                         |
| Streckengeschwindigkeit: | 40 km/h                   |       |  |       |                                 |                         |
| |                           |       |  |       |                                 |                         |
| Betreiber: | Stadt Landsberg           |       |  |       |                                 |                         |
| Bundesland: | Sachsen-Anhalt            |       |  |       |                                 |                         |
| Betriebsstelle: | LQIS                      |       |  |       |                                 |                         |
| Bahnverwaltung – Bahnstellennummer: | 80 - 349738               |       |  |       |                                 |                         |
| \| zweigleisige \| zweigleisige \| \| \| \| Hauptbahn \| Hauptbahn \| \| von Halle \| von Halle \| \| \| \| nach Guben/Sorau \| nach Guben/Sorau \| \| Stammgleisanfang \| Stammgleisanfang \| \| \| 0,0 \| Schutzweiche Weiche 2 \| Schutzweiche Weiche 2 \| \| \| \| \| \| \| Gleisabschnitt 1 \| \| \| \| \| \| \| \| Zwebendorfer Graben \| \| \| Weg von Peißen \| Weg von Peißen \| \| \| 0,891 \| Bü1 Weg nach Zwebendorf \| Bü1 Weg nach Zwebendorf \| \| \| \| \| \| \| U-Weiche Nord Weiche 3 \| \| \| Gleisabschnitt 3 \| Gleisabschnitt 3 \| \| \| \| Gleisabschnitt 2 \| Gleisabschnitt 2 \| \| \| \| \| \| \| Umfahranlage \| \| \| \| \| \| \| \| mit bef. u. bel. Mittelstreifen \| \| \| Weiche 72 Weiche IGHS \| Weiche 72 Weiche IGHS \| 0,0 \| \| 1,361 \| \| \| \| Polarisstraße Bü3 \| Polarisstraße Bü3 \| 0,208 \| \| \| U-Weiche Süd Weiche 4 \| U-Weiche Süd Weiche 4 \| \| Gleisabschnitt 5 \| \| \| \| \| \| \| \| Hohenturmer Weg \| Bü2 1,695 \| \| \| \| \| \| \| \| \| \| \| \| Gleisabschnitt 4 \| \| \| Siriusstraße Bü4 \| Siriusstraße Bü4 \| 1,004 \| \| \| \| \| \| Weiche 100 GAPweiche \| Weiche 100 GAPweiche \| 1,093 \| \| 2,463 \| Uralitaweiche Weiche 5 \| Uralitaweiche Weiche 5 \| \| Werksanbindung in Planung \| Werksanbindung in Planung \| \| \| \| Dämmstoffwerk \| Dämmstoffwerk \| \| \| \| \| \| \| Werksanbindung nicht realisiert \| \| \| Werkseinfahrt GAPack Bü5 \| Werkseinfahrt GAPack Bü5 \| 1,360 \| \| \| \| \| \| \| \| \| \| \| öffentliche Ladestelle \| \| \| Stammgleisende IGHS \| Stammgleisende IGHS \| 1,471 \| \| 2,767 \| Stammgleisende IGHQ \| Stammgleisende IGHQ \| \| Orionstraße \| Orionstraße \| \| \| \| Uralitastraße \| Uralitastraße \| |                           |       |  |       |                                 |                         |
| zweigleisige | zweigleisige              |       |  |       | Hauptbahn                       | Hauptbahn               |
| von Halle | von Halle                 |       |  |       | nach Guben/Sorau                | nach Guben/Sorau        |
| Stammgleisanfang | Stammgleisanfang          |       |  | 0,0   | Schutzweiche Weiche 2           | Schutzweiche Weiche 2   |
| |                           |       |  |       | Gleisabschnitt 1                |                         |
| |                           |       |  |       | Zwebendorfer Graben             |                         |
| Weg von Peißen | Weg von Peißen            |       |  | 0,891 | Bü1 Weg nach Zwebendorf         | Bü1 Weg nach Zwebendorf |
| |                           |       |  |       | U-Weiche Nord Weiche 3          |                         |
| Gleisabschnitt 3 | Gleisabschnitt 3          |       |  |       | Gleisabschnitt 2                | Gleisabschnitt 2        |
| |                           |       |  |       | Umfahranlage                    |                         |
| |                           |       |  |       | mit bef. u. bel. Mittelstreifen |                         |
| Weiche 72 Weiche IGHS | Weiche 72 Weiche IGHS     | 0,0   |  | 1,361 |                                 |                         |
| Polarisstraße Bü3 | Polarisstraße Bü3         | 0,208 |  |       | U-Weiche Süd Weiche 4           | U-Weiche Süd Weiche 4   |
| Gleisabschnitt 5 |                           |       |  |       |                                 |                         |
| Hohenturmer Weg | Bü2 1,695                 |       |  |       |                                 |                         |
| |                           |       |  |       | Gleisabschnitt 4                |                         |
| Siriusstraße Bü4 | Siriusstraße Bü4          | 1,004 |  |       |                                 |                         |
| Weiche 100 GAPweiche | Weiche 100 GAPweiche      | 1,093 |  | 2,463 | Uralitaweiche Weiche 5          | Uralitaweiche Weiche 5  |
| Werksanbindung in Planung | Werksanbindung in Planung |       |  |       | Dämmstoffwerk                   | Dämmstoffwerk           |
| |                           |       |  |       | Werksanbindung nicht realisiert |                         |
| Werkseinfahrt GAPack Bü5 | Werkseinfahrt GAPack Bü5  | 1,360 |  |       |                                 |                         |
| |                           |       |  |       | öffentliche Ladestelle          |                         |
| Stammgleisende IGHS | Stammgleisende IGHS       | 1,471 |  | 2,767 | Stammgleisende IGHQ             | Stammgleisende IGHQ     |
| Orionstraße | Orionstraße               |       |  |       | Uralitastraße                   | Uralitastraße           |

Das 1996 angelegte circa 2,8 Kilometer lange Stammgleis führt abzweigend durch eine Ausweichanschlussstelle von der Hauptbahnstrecke Halle–Guben/Sorau (VzG-Streckennummer: 6345) über eine Umfahranlage mit zwei 487 Meter parallelliegenden Gleisen zu einer an die Uralitastraße angebundene öffentlichen Wagenladeanlage. Das Stammgleis ist in vier betriebliche Nutzabschnitte A1 bis A4 eingeteilt. Dafür wurden fünf ortsbediente Weichen mit den Nummern 1 bis 5 eingebaut.
Im Frühjahr 2012 wurde damit begonnen, das entstehende benachbarte Industriegebiet Halle-Saalkreis an der A14 bahntechnisch mit einem 1.471 Meter langen, vom vorhandenen Umfahrgleis abzweigenden zweiten Stammgleis anzuschließen. Das Gleis verläuft vom Umfahrgleis im km 1,361 abzweigend vorbei am Umspannwerk Reideburg entlang der Polarisstraße bis zum Gleisabschluss an der Orionstraße. Dafür wurden zwei Weichen mit den Nummern 72 und 100 eingebaut. Die Weiche 100 ist für die geplante Werksanbindung der in der Gemarkung Dölbau der Gemeinde Kabelsketal liegenden Firma Greatview Aseptic Packaging (GA Pack) vorgesehen.

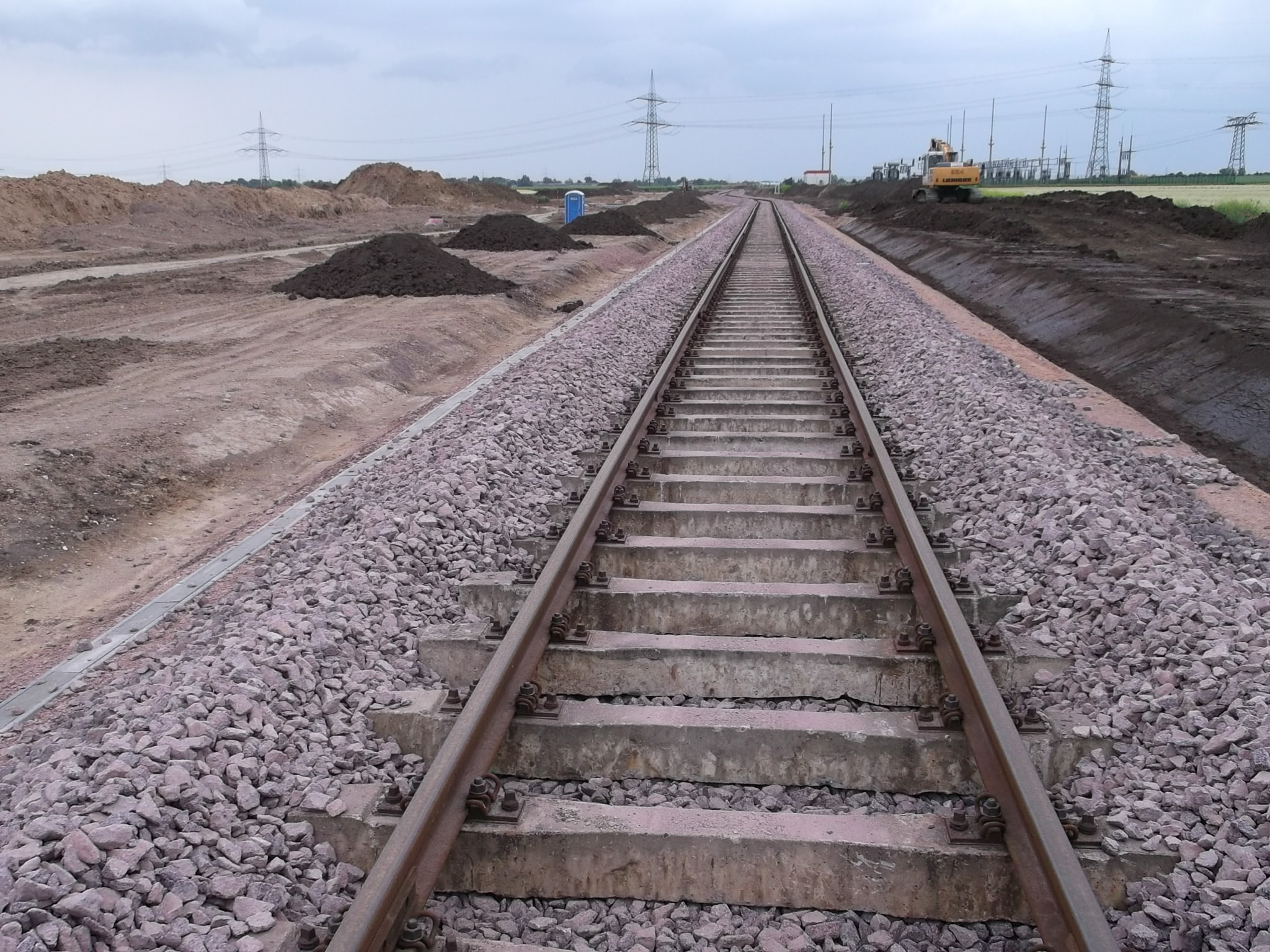
Stammgleiserweiterung für IGHS im Juni 2012

Im Streckenklassenverzeichnis ist die Bahnanlage als CM4 eingetragen und somit  mit einer Achslast von 21 Tonnen und einer Meterlast von 8 Tonnen mit 2- und 4-achsigen Wagen befahrbar.
| Gleisabschnitt       | Nutzlänge  | Nutzung                      | Lage                               | Neigungsverhältnisse  | Wagensicherung       |
| -------------------- | ---------- | ---------------------------- | ---------------------------------- | --------------------- | -------------------- |
| A1                   | 900 m      | Industriestammgleis          | von W2 bis W3                      | -1.570°/00 -4.65°/00  | Abstellverbot        |
| A2                   | 487 m      | Industriestammgleis          | von W3 bis W4 Ostgleis             | 1.5°/00               | Einheitshemmschuh    |
| A3                   | urp. 487 m | Umfahrgleis                  | von W3 bis urp. W4 Westgleis       | 1.5°/00               | Einheitshemmschuh    |
| A4                   | 1000 m     | Industriestammgleis IGHQ     | von W4 bis W5                      | -2.660°/00 -8.145°/00 | Abstellverbot        |
| Verladegleis         | 175 m      | Zuführung/Verladung          | von W5 bis Abschluss Uralitastraße | 1.000°/00 -1.000°/00  | Einheitshemmschuh    |
| gepl. Werksanschluss |            | unvollendeter Werksanschluss | von W5 bis Werkszaun Uralita       |                       | Einheitshemmschuh    |
| A5                   | 1471 m     | Industriestammgleis IGHS     | von W72 bis Abschluss Orionstraße  |                       | noch „Außer Betrieb“ |
| Werksanschluss       | in Planung | Werksanschluss GA Pack       | von W100                           |                       |                      |

### Werksanschlüsse
Der ursprüngliche anstoßende Grund der Errichtung des Industriegleises war die Forderung des 1997 entstandenen Dämmstoffwerkes URSA Deutschland GmbH, der spanischen Uralita Gruppe, zur Ansiedlung im Industriegebiet. Die Kommune als Industriegebietserschließer in Zusammenarbeit mit den Landesbehörden kamen dieser Forderung nach. Das Gleis wurde bis zum Werkszaun errichtet und endet dort. Der Dämmstoffhersteller hat jedoch bis heute keine Gleisanlage auf Firmengelände errichtet und befördert keine Güter per Bahn vom Werksstandort, obwohl nach eigenen Angaben jährlich 440.000 Kubikmeter XPS Dämmstoffplatten, das entspricht etwa fünftausend LKW Ladungen, hergestellt wurden (Zahlen von 2011).
Die Firma Eisenbahnlaufwerke Halle (ELH) nutzt den Bahnanschluss in besonderer Weise. Das ELH hat das Grundstück unmittelbar neben dem öffentlichen Ladegleis erworben und 1999 ihr Firmengelände errichtet. Mit einer 8 Tonnen Halbportalkrananlage auf Firmengelände wird das Ladegleis über den Zaun von westlicher Seite zum Be- und Entladen von Güterwagen erreicht. Aufgrund der Ansiedlung der Firma Greatview Aseptic Packaging wurde 2012 ein zweites Stammgleis mit Weiche Richtung Firmengelände errichtet. Eine Weiterführung des Gleises auf Firmengelände ist bis heute nicht zu erkennen. Im Industriegebiet gibt es mittlerweile vier weitere großlogistische Unternehmen ohne Bahntransport.

## Bauliche Anlagen

### Bahnübergänge

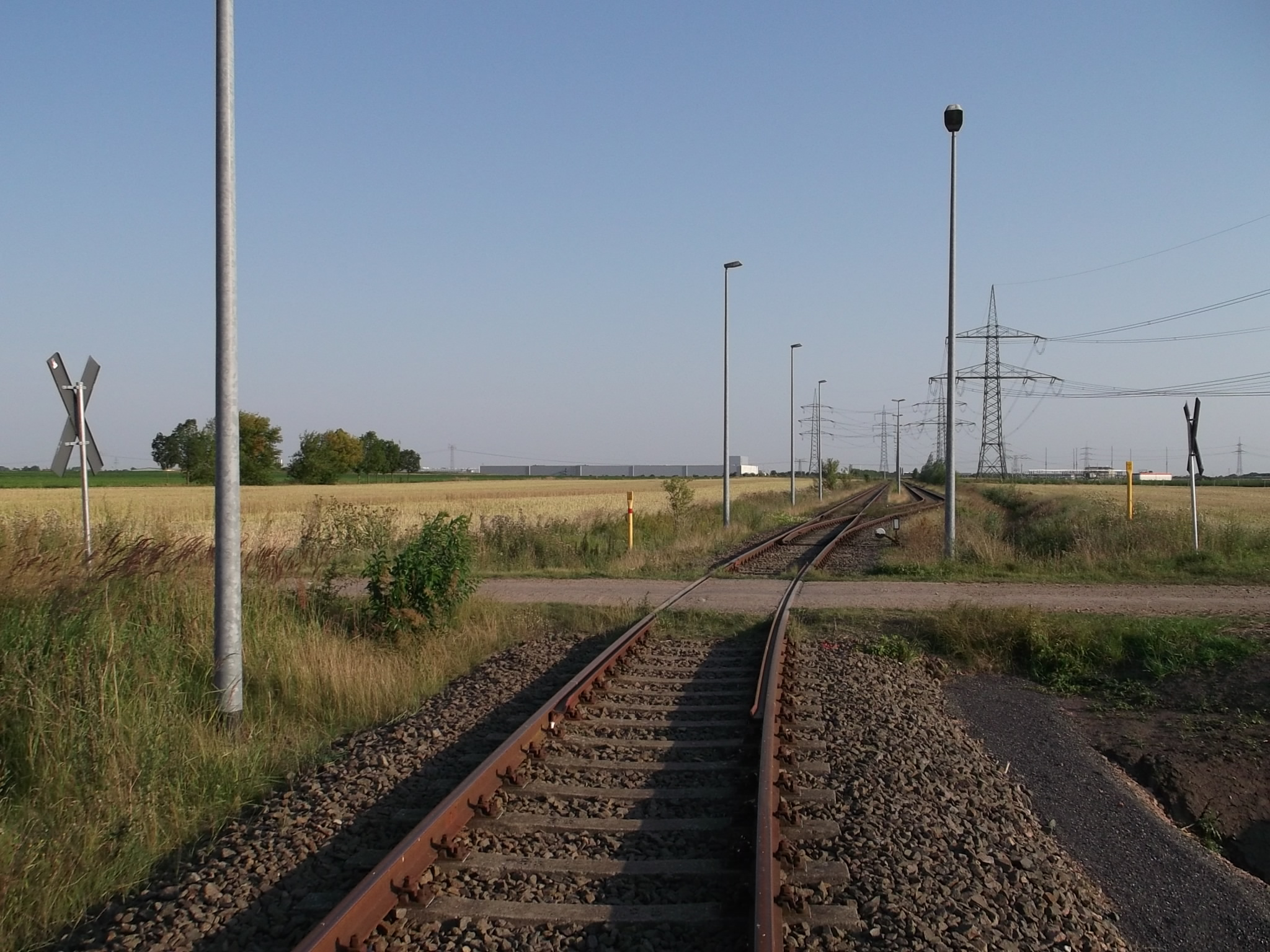
Bahnübergang 1 am km 0,891

Im Bereich der IBHQ befinden sich fünf nichttechnisch gesicherte Bahnübergänge gekennzeichnet mit Andreaskreuzen. Bahnübergang 1 befindet sich im km 0,891 und überquert einen Rad- und Feldweg zwischen Peißen und Zwebendorf. Bahnübergang 2 befindet sich am km 1,695 des ersten Stammgleises und quert den Hohenturmer Weg, ein Feldweg der ursprünglich die Orte Naundorf mit Hohenturm verband und heute vorwiegend von landwirtschaftlichen Fahrzeugen genutzt wird.
Die am zweiten Stammgleis befindlichen Bahnübergänge Nr. 3 am Umspannwerk, Nr. 4 Siriusstraße (Straßenname am 30. Oktober 2013 beschlossen, bauzeitlich Erschließungsstraße B genannt) und Nr. 5 an der Werksnebeneinfahrt der Firma Greatview Aseptic Packaging waren Anfang 2013 noch im Bau und Anfang 2014 noch nicht freigegeben.

### Ladeanlage
Die öffentliche Wagenladestelle für den Umschlag von Gütern befindet sich auf einem Gelände an der Uralitastraße, Ecke H.-D.-Genscher Straße. Das Anschlussgleis befindet sich im Bahnabschnitt 4, beginnend etwa 100 Meter hinter der Weiche 5. Die Nutzlänge des Gleises beträgt etwa 105 Meter und endet am Gleisabschluss. Auf der östlichen öffentlichen Zugangsseite steht eine 80 Meter lange, ebenerdige betonbefestigte Freiladefläche mit angrenzender Aufstellfläche für Güterumschlagprozesse zur Verfügung. Westlich des Ladegleises befindet sich die Umschlaganlage mit beweglicher Krananlage der mitbenutzenden anliegenden Firma Eisenbahnlaufwerke Halle. Gelegentlich wurden hier auch schon Großtransformatoren für die ABB Transformatorenwerke im halleschen Osten umgeladen.

### Elektrische Anlage
Die IBHQ ist vollständig an allen bestimmenden Punkten mit einer bedarfsgerecht zuschaltbaren Außenbeleuchtungsanlage ausgerüstet  und dadurch auch bei Dunkelheit, also rund um die Uhr, bedienbar. Im Einzelnen befinden sich dafür am Hauptbahnabzweig 6, an den Bahnübergängen 4, an der Umfahranlage 23, an der 5. Weiche 2 und an der Ladestelle 5 Beleuchtungsmasten.

## Bedienung
Zur Befahrung der Anschlussbahn durch ein EVU ist ein Infrastrukturnutzungsvertrag mit dem EIU zu schließen. Es gelten die Regelungen für die Bedienung des Gleisanschlusses der IBHQ der Stadt Landsberg und die betriebliche Regelung für die Bedienfahrt zur Awanst Queis der DB Netz AG Rb Südost, Produktionsdurchführung Halle.
Die IBHQ wird durch das EVU DB Cargo im Einzelwagenverkehr bedient und ist unter der Bahnstellennummer 80 – 349738 im Verzeichnis der Bestimmungsstellen eingetragen.